# Cosmoconus
Cosmoconus  (лат.) — род наездников из семейства Ichneumonidae (подсемейство Tryphoninae). В составе рода 20 видов, 12 из них в Палеарктике, 9 в Неарктике, один - в Индии.

## Описание
Наездники мелкие или средних размеров, длина тела достигает 8—9 мм.

## Список видов
В составе рода:
- Cosmoconus certus Kasparyan, 1999
- Cosmoconus ceratophorus (Thomson, 1888
- Cosmoconus elongator Fabricius, 1775
- Cosmoconus genalis Strobl, 1903
- Cosmoconus hinzi Kasparyan, 1971
- Cosmoconus japonicus Kasparyan, 1999
- Cosmoconus kozlovi Kasparyan, 1971
- Cosmoconus meridionator Aubert, 1963
- Cosmoconus nigriventris  Kasparjan, 1971